# Svartsjön (Forsa socken, Hälsingland)
Svartsjön är en sjö i Hudiksvalls kommun i Hälsingland och ingår i Delångersåns huvudavrinningsområde. Sjön är 9,1 meter djup, har en yta på 0,089 kvadratkilometer och befinner sig 223 meter över havet. Sjön avvattnas av vattendraget Klubboån (Svedjaån).

## Delavrinningsområde
Svartsjön ingår i det delavrinningsområde (683892-155259) som SMHI kallar för Ovan 683914-155153. Medelhöjden är 190 meter över havet och ytan är 5,12 kvadratkilometer. Det finns inga avrinningsområden uppströms utan avrinningsområdet är högsta punkten. Klubboån (Svedjaån) som avvattnar avrinningsområdet har biflödesordning 2, vilket innebär att vattnet flödar genom totalt 2 vattendrag innan det når havet efter 71 kilometer. Avrinningsområdet består mestadels av skog (91 procent). Avrinningsområdet har 0,09 kvadratkilometer vattenytor vilket ger det en sjöprocent på 1,7 procent.